# Foc de Castelló
El foc de Castelló fou una batalla ocorreguda prop de Castelló d'Empúries, la nit del 3 de novembre de 1874, que va enfrontar els carlins de Francesc Savalls i els liberals del brigadier Moya, que defensava la població, en el decurs de la Tercera Guerra Carlina.

## Antecedents
El març de 1874 les forces carlistes, dirigides per Francesc Savalls, van posar setge a Olot i, després de conquerir-la, la van convertir en la seva capital. El mes de juliol s'estableix a Sant Joan de les Abadesses la Diputació de Catalunya, que presidia Tristany, i que intentava dotar d'una organització político-administrativa als territoris controlats pels carlins catalans.

## Batalla
Les tropes de Francesc Savalls van atacar per sorpresa als liberals del brigadier Moya que defensaven Castelló. Savalls fingí una retirada i el seu adversari va caure en el parany; això va permetre la victòria dels carlistes. Savalls fou felicitat pel bisbe Caixal i pel pretendent Carles VII i feu entrar els seus soldats a Olot coronats de llorer.

## Conseqüències
La meitat de la població va quedar arruïnada i cremada. La documentació de l'època ens parla de la mort de molts veïns, la destrucció de diverses cases i altres destruccions, malgrat que la població no es va mostrar mai partidària de cap dels dos bàndols.
Al març de 1875, Martínez-Campos va ocupar Olot i va sotmetre a setge La Seu d'Urgell. La seva conquesta per les tropes governamentals a l'agost va fer que el 19 de novembre finalitzés la lluita a Catalunya.

## Memòria històrica
Actualment es conserva la Torre Carlina, una de les quatre que protegien l'entrada de la vila, construïda pel regiment Toledo que estava destinat a la població amb l'objectiu de fortificar-la.
Antoni Agramont, en la seva sardana més popular, El foc de Castelló, hi fa intervenir trets de trabuc per fer més real l'evocació de la gesta.
Des de l'any 2006, se celebra una festa a Castelló que té com a protagonista la recreació teatral i històrica de la batalla.